# 鍼子
（?—?），妫姓，中国周朝陈国的公孙。根据《世本》引杜預《世族譜》的记载，他是陈僖公之孫，后代为鍼氏。鍼子八世孫为鍼宜咎，前549年，鍼宜咎逃到楚国，成为楚国的咸尹，为楚灵王修筑钟离城。。